# Bengt Rasin

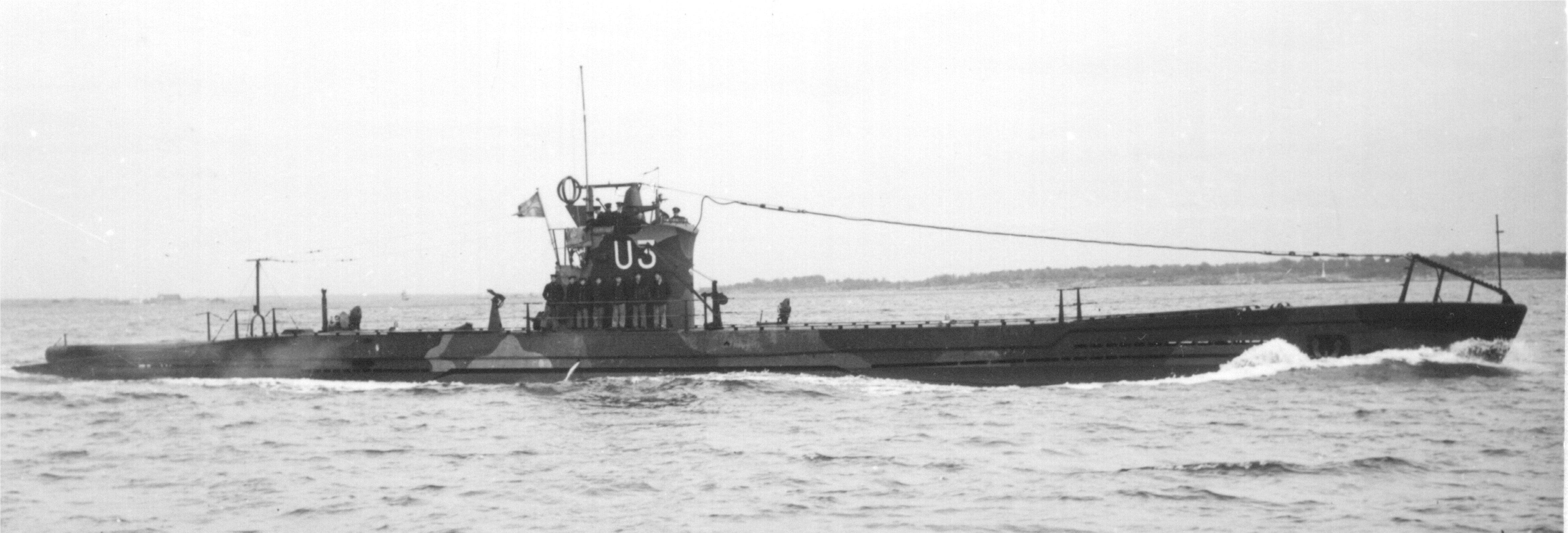
På var Bengt Rasin fartygschef under en period 1962.

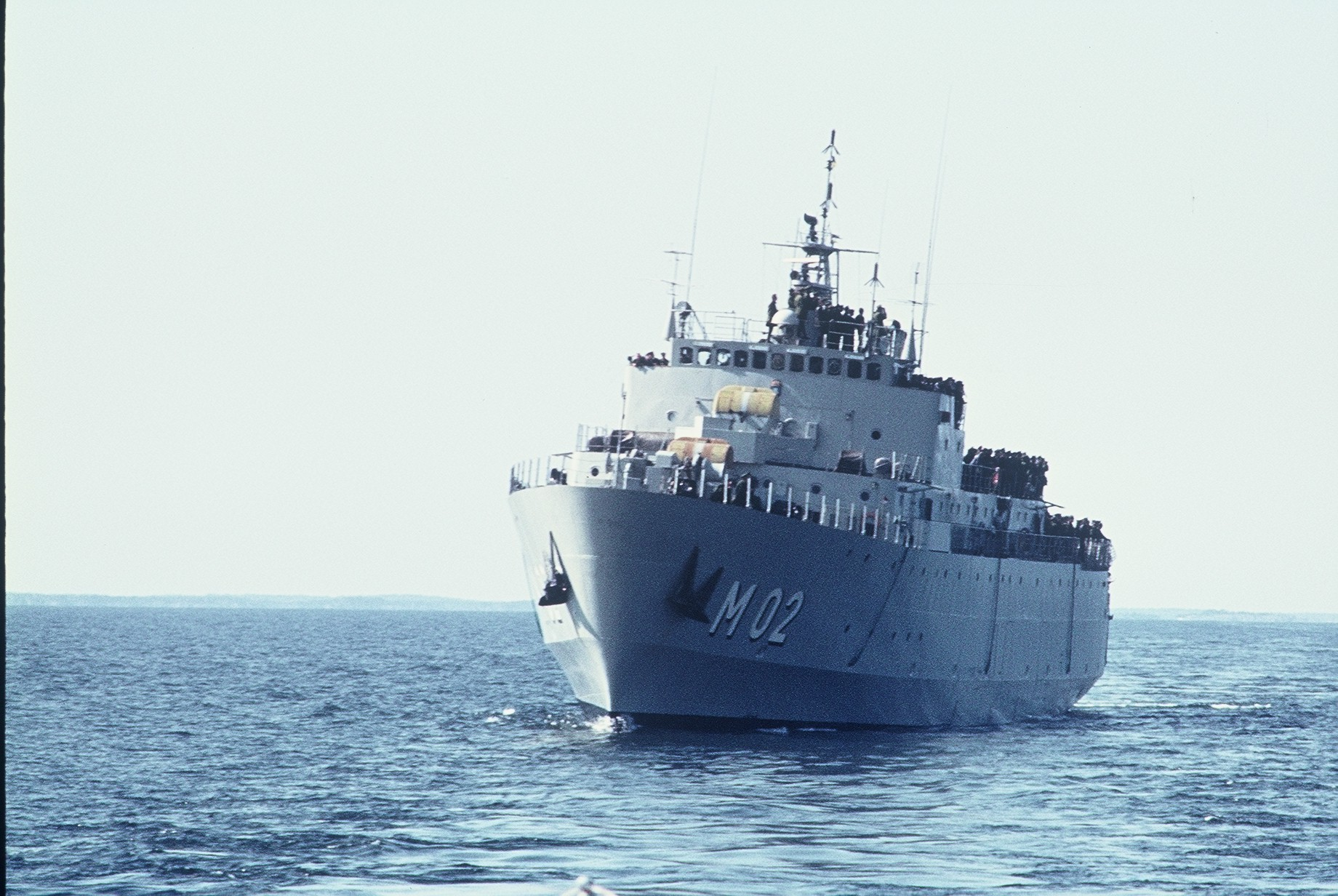
Under Bengt Rasins tid som chef för
1. ubåtsflottiljen 1971–72 var flottiljstaben förlagd ombord på HMS Älvsborg.

Bengt Göran Rasin, ursprungligen Larsson, född 17 april 1922 i Annedals församling i Göteborgs och Bohus län, död 2 januari 2013 i Vasa församling i Västra Götalands län, var en svensk sjöofficer, (konteramiral). Han var Militärbefälhavare (MB) för Västra militärområdet (Milo V) från den 1 oktober 1982 till den 30 september 1985.

## Biografi
Rasin var son till överläraren Hjalmar Larsson och läraren Elsa Larsson, båda anställda vid Göteborgsskolor. Han avlade studentexamen vid Göteborgs högre realläroverk 1941, blev officersaspirant vid Flottan den 20 juni samma år med nr 6. Han tog examen vid Kungliga Sjökrigsskolan 1944 och blev som en av de främsta - nummer 4 av 39 - sjökadetterna i sin kurs samt utnämnd till fänrik på hösten samma år. Han blev löjtnant 1946, gick stabskurs 1951–53, blev kapten 1954, kommendörkapten av andra graden 1962 och första graden 1963, stabschef vid Marinkommando Väst 1963–66, Försvarshögskolan 1966, kommendör 1970, Försvarshögskolan 1973, stabschef Västra militärområdet 1973 och konteramiral 1977.
Med sitt teknikintresse valde han ubåtsvapnet som sin specialitet. Han fick tidigt sjötjänstgöring och den 1 oktober 1944 embarkerade han ubåten HMS Svärdfisken och genomgick ubåtsofficerskurs (UbOK). De bästa fänrikarna i varje kurs fick göra långresor. Ubåtslivet avbröts därför tillfälligt av en resa med flygplanskryssaren HMS Gotland till bland annat Rio de Janeiro. Likaså utnyttjades hans begåvning och kunnande för en utbildning 1948 vid brittiska flottan. Han kunde då ta del av de senaste rönen inom radartekniken. 
Bengt Rasin tjänstgjorde som FC på ubåtarna HMS U2 (1946), HMS Sjöborren (1953–54 och 1957) och HMS Svärdfisken (1954). Han vidareutbildade sig 1961 i Storbritannien vid det prestigefyllda Royal Naval Staff College i Greenwich och blev 1962 fartygschef för ubåten HMS U3. År 1969–70 var Bengt Rasin chef för Sektion 1 på Milostab V. Han var chef för 1. ubåtsflottiljen 1971–72, och för Kustflottan 1977–80. Därefter var han chef för Västkustens marinkommando med Älvsborgs kustartilleriregemente (MKV/KA 4) från den 1 januari 1981 till den 30 september 1983. Militärbefälhavare (MB) för Västra militärområdet (Milo V) blev han den 1 oktober 1983 med placering i Skövde. Bengt Rasin hade denna befattning fram till den 30 september 1985, då han avgick med pension.
Bengt Rasin invaldes 1961, som nummer 851, i Kungliga Örlogsmannasällskapet, i vilket han även var ordförande under åren 1979–84. Han var från 1978 ledamot av Kungliga Krigsvetenskapsakademien, Avdelning II Sjökrigsvetenskap. För de navalakademiska föreningarna UppSjö och Sjöborg var han inspector 1978–82. Rasins stora segelintresse gjorde bland annat, att han var ordförande i organisationskommittén för Tall ships race 1986, då Göteborg för första gången utgjorde slutmål..
Rasin var sedan den 16 november 1947 gift med Gunnel Rasin (1922–2011), dotter till resebyråchef Ernst Björklund och Edith Björklund, född Uhlén.. Gunnel och Bengt Rasin är begravda i familjegraven på Nya Varvets kyrkogård.